# 二重価格表示
二重価格表示（にじゅうかかくひょうじ）とは商業用語の一つ。小売店で商品が販売されている場合に、その商品の小売店での価格に併記している定価がその小売店での価格と比較してみれば大きく異なっており、これが定価からの値引率の大きさを強調し、消費者の購買意欲を刺激するようなものであれば二重価格表示とされる。この場合の定価と表示した価格が実際の定価よりも高くなっていたならば、これは景品表示法違反になる。